# Tomioka (Gunma)
Tomioka (Japans: 富岡市, Tomioka-shi) is een stad in de prefectuur Gunma op het eiland Honshu, Japan. De stad heeft een oppervlakte van 122,90 km² en medio 2008 ruim 53.000 inwoners.

## Geschiedenis
Op 1 april 1889 is de gemeente Tomioka (富岡町, Tomioka-machi) opgericht.
Op 1 april 1954 krijgt Tomioka de status van stad (shi) na samenvoeging van de gelijknamige gemeente met de gemeente Ichinomiya (一ノ宮町, Ichinomiya-mura) en de vier dorpen Ono (小野村, Ono-mura), Kuroiwa (黒岩村, Kuroiwa-mura), Takase (高瀬村, Takase-mura) en Nekabe (額部村, Nekabe-mura).
Op 1 april 1960 wordt het dorp Nyu (丹生村, Nyū-mura) aan Tomioka toegevoegd.
Op 27 maart 2006 wordt Tomioka samengevoegd met de gemeente Myogi (妙義町, Myōgi-machi).

## Bezienswaardigheden
De zijdefabriek van Tomioka was in 1872 de eerste locatie in Japan waar op moderne wijze zijde werd geproduceerd. De fabriek werd gebouwd in 1872 naar een ontwerp van de Franse ingenieur Paul Brunat. De site werd in 2014 toegevoegd aan de UNESCO werelderfgoedlijst.
De shintoïstische Nukisaki jinja is een tamelijk bekende tempel in Japan vanwege het afwijkende ontwerp. De toegangsweg naar de meeste heiligdommen is horizontaal of stijgend; naar de Nukisaki daalt de bezoeker af via een stenen trap. Op nieuwjaarsdag bezoeken circa 100.000 mensen het heiligdom om te bidden voor geluk in het nieuwe jaar. Dit is de grootste nieuwjaarsbijeenkomst in Gunma.
Het Gunma Safaripark was het 5e safaripark in Japan en het 1e in oostelijk Japan. Het huisvest ongeveer 1000 dieren verdeeld over rond de 100 soorten.
Het Tomioka natuurhistorisch museum toont zo'n 35 opstellingen, waaronder bijna 30 skeletten van dinosauriërs.

## Verkeer
Tomioka ligt aan de Jōshin-lijn van de Jōshin Elektrische Spoorwegmaatschappij.
Tomioka ligt aan de Jōshinetsu-autosnelweg en aan autoweg 254.

## Aangrenzende steden
- Annaka